# Озерянская икона
Озеря́нская ико́на Бо́жией Ма́тери — почитаемая в Православной церкви чудотворная икона Богородицы; главная святыня и покровительница города Харькова и всей Слобожанщины.
Официально считается, что первообраз утерян в 1930-х годах. Остались многочисленные списки, которые существенно отличаются друг от друга, хотя многие из них прославились своими чудотворениями.
Празднование совершается 30 октября (по юлианскому календарю) и в Неделю Антипасхи (переходящий).

## История иконы
Изображение представлено и точно описано в книге «История города Харькова за 250 лет его существования» (с 1655 по 1905 год) Багалея и Миллера:
…Икона, говорит проф. Е. К. Редин, действительно писана на холсте, прикреплённом  к доске. Письмо, как справедливо замечает преосвящ. Филарет, кисти древнего малороссийского художника, в том смысле, конечно, что икона местного, южно-русского происхождения; исполнение её довольно посредственное, и она писана, по всей вероятности, простым мастером, копировавшим хороший образец; контуры фигур грубые, краска, обычная в памятниках южно-русских для XVII—XVIII в. — красная, голубая. Икона дошла до нашего времени в плохой сохранности, но всё же ясно очерчивается лик Богоматери, Младенца, их положение, цвет их одежд. Богородица изображена повернувшей лицо в сторону Младенца, на ней красный хитон и голубой мафорий, на голове корона; правая рука её в позе моления, а левой она поддерживает Младенца Христа, сидящего у неё как бы на коленях у левой руки; Младенец одет в красную рубашку-хитон, на голове у него такая же корона, как у Богородицы, в левой руке он держит небольшое Евангелие, а правой благословляет.

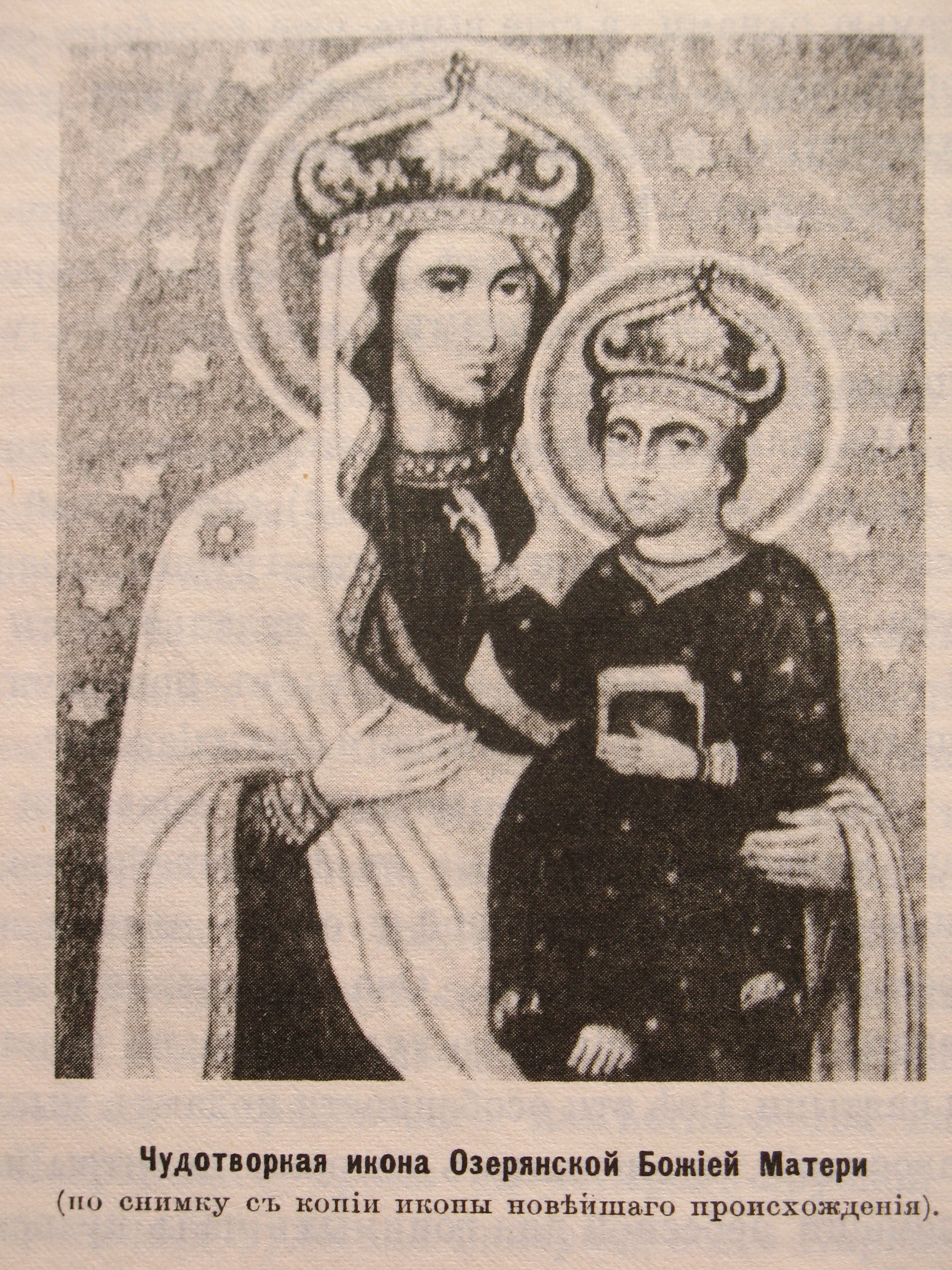
Оригинал иконы из книги «История города Харькова за 250 лет его существования» Багалея и Миллера

Нимбы у обоих жёлтые. Начиная от плеч кругом нимбов Богородицы и Христа на фоне иконы шли звезды, видимые и теперь. Вверху иконы, справа и слева облака. Размеры иконы: высота 40 см., ширина 34 см.»
В сентябре 2010 года истинное изображение Озерянской иконы Божией Матери было воссоздано, 16 сентября освящено на месте его обретения — в Озерянах — и в настоящее время находится в Крестовоздвиженском храме Свято-Покровского мужского монастыря в Харькове.

## Явление иконы и основание монастыря

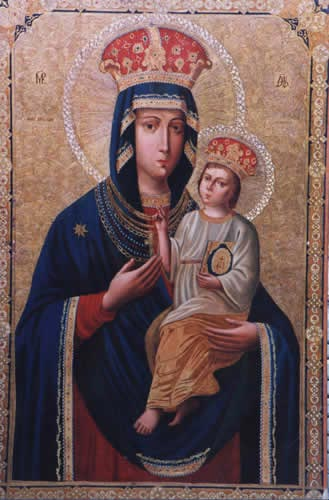
Вариант Озерянской иконы XIX века

По преданию, образ был явлен в конце XVI века возле села Озеряны некому малороссийскому крестьянину, который косил траву и нечаянно рассёк образ Божией Матери косой пополам… Осознав, что его поступок, пусть и не преднамеренный, страшен для него и для окружающих, он поднял обе половины иконы, с благоговением поместил у себя дома в красном углу, зажёг перед ними свечу, а утром обрёл икону целой, остался лишь тонкий след от рассечения.
Феодор, священник села Мерефа, расположенного в 3-х километрах от Озерянки, построил около места явления иконы церковь во имя Рождества Пресвятой Богородицы, где и была поставлена икона, со временем явившая множество чудес. Феодор уступил принадлежавшую ему землю архимандриту Святогорского монастыря Севастиану (Юхновскому), который основал на месте явления иконы Озерянскую обитель.
В 1787 году Озерянская Богородичная пустынь была упразднена. Озерянская икона Божией Матери была перенесена сначала в Куряжский монастырь, а по его упразднении в 1788 году, — в харьковский Покровский монастырь, где пребывала до 1797 года, когда, по восстановлении Куряжской обители, была снова возвращена туда.

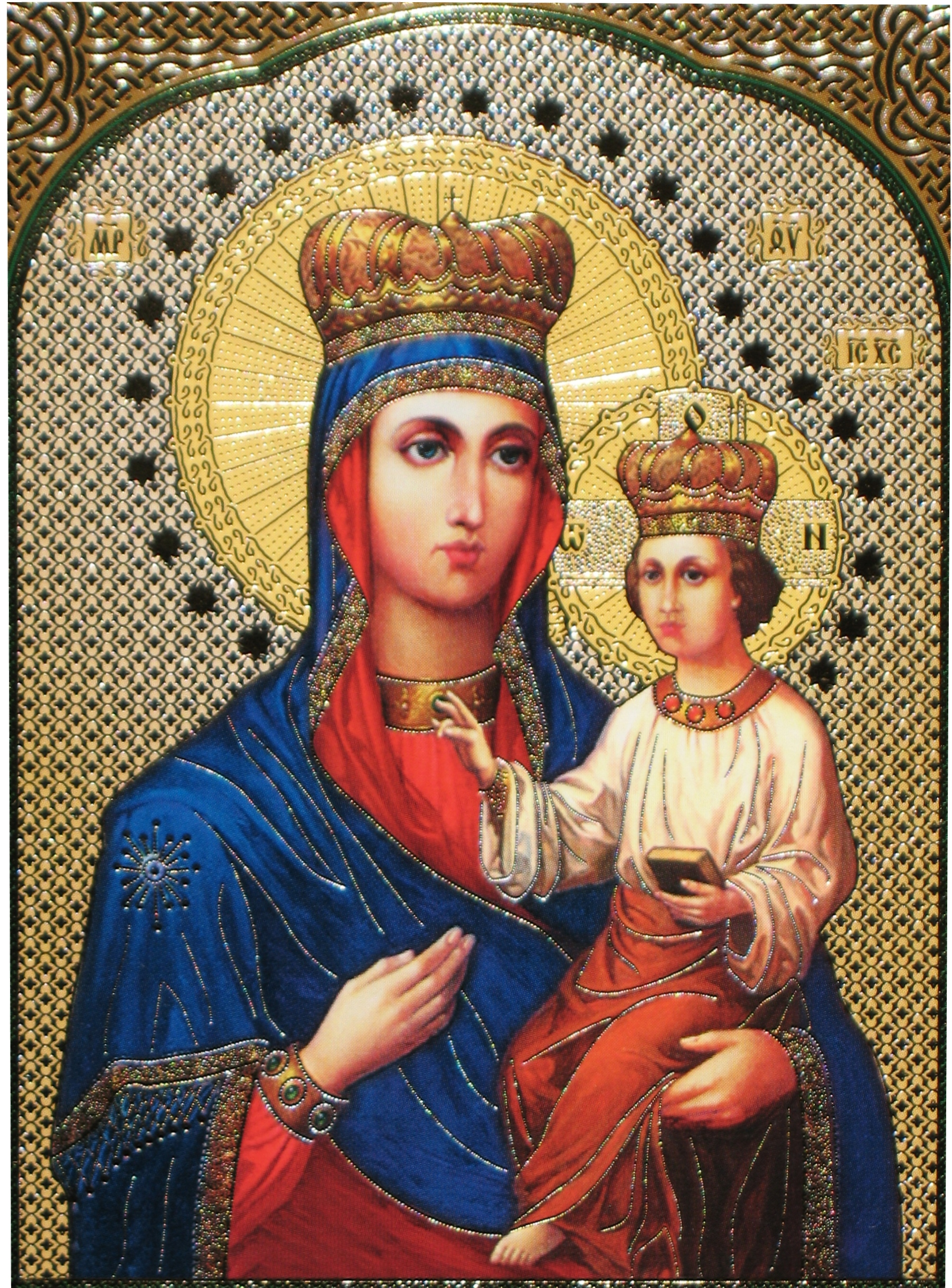
Вариант XIX века с западным влиянием

## Крестный ход

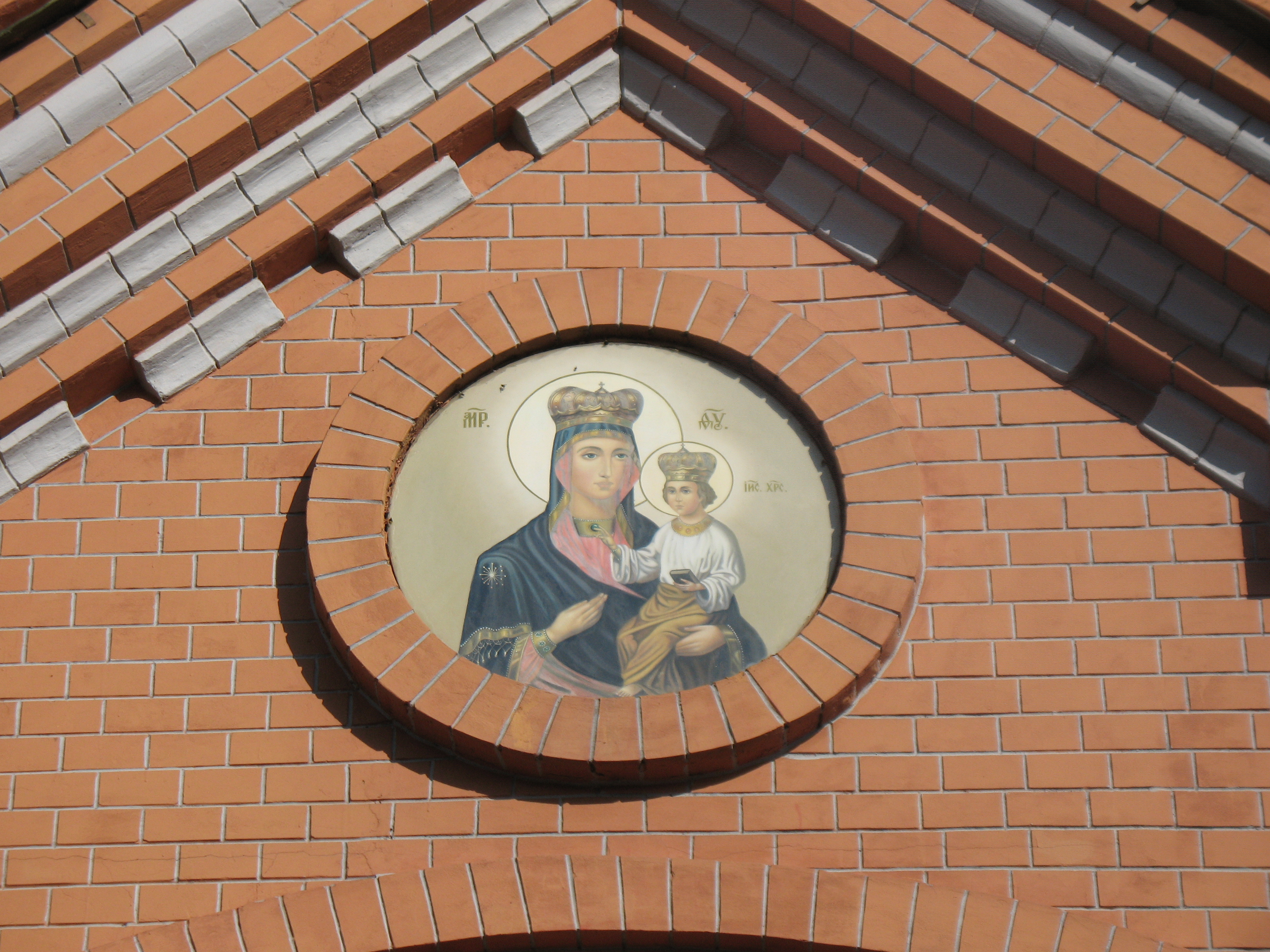
Икона на фасаде Озерянского храма в Харькове

16 октября 1843 года по докладу обер-прокурора Святейшего синода император Николай Павлович утвердил просьбу жителей Харькова о внедрении крестного хода для перенесения Озерянской иконы Божией Матери из Куряжского монастыря в харьковский Покровский кафедральный собор на зимнее время. Крестные ходы должны были проходить 30 сентября (из Куряжа в Харьков) и 22 апреля (из Харькова в Куряж) по старому стилю в соответствии с престольными праздниками харьковского Покровского собора (1 октября) и Куряжского монастыря (23 апреля). В указанные дни прекращалась деятельность в присутственных местах, учащихся освобождали от занятий, жители города и окрестных слобод стекались навстречу чудотворному образу. Шествие сопровождалось торжественным пением и звоном колоколов харьковских церквей.
Первый крестный ход с чудотворной иконой из Куряжа в Харьков состоялся З0 сентября 1844 года. Накануне в «Харьковских губернских ведомостях» был расписан порядок хода. С утра монастырь был заполнен богомольцами. В 9 часов чудотворную икону вынесли из монастырского храма. В 4 вёрстах от города дорога покрыта была богомольцами. Наконец священное шествие достигло Холодной горы (возвышенный район Харькова), где многие тысячи народа ожидали встретить чудотворную икону. Здесь два потока — шествовавший с иконой и ожидавший её народ — соединились вместе. Вся ведущая к Покровскому собору Екатеринославская улица, весьма длинная, была покрыта толпами жителей. Почти всё население Харькова и окрестных селений притекало на это духовное празднество.

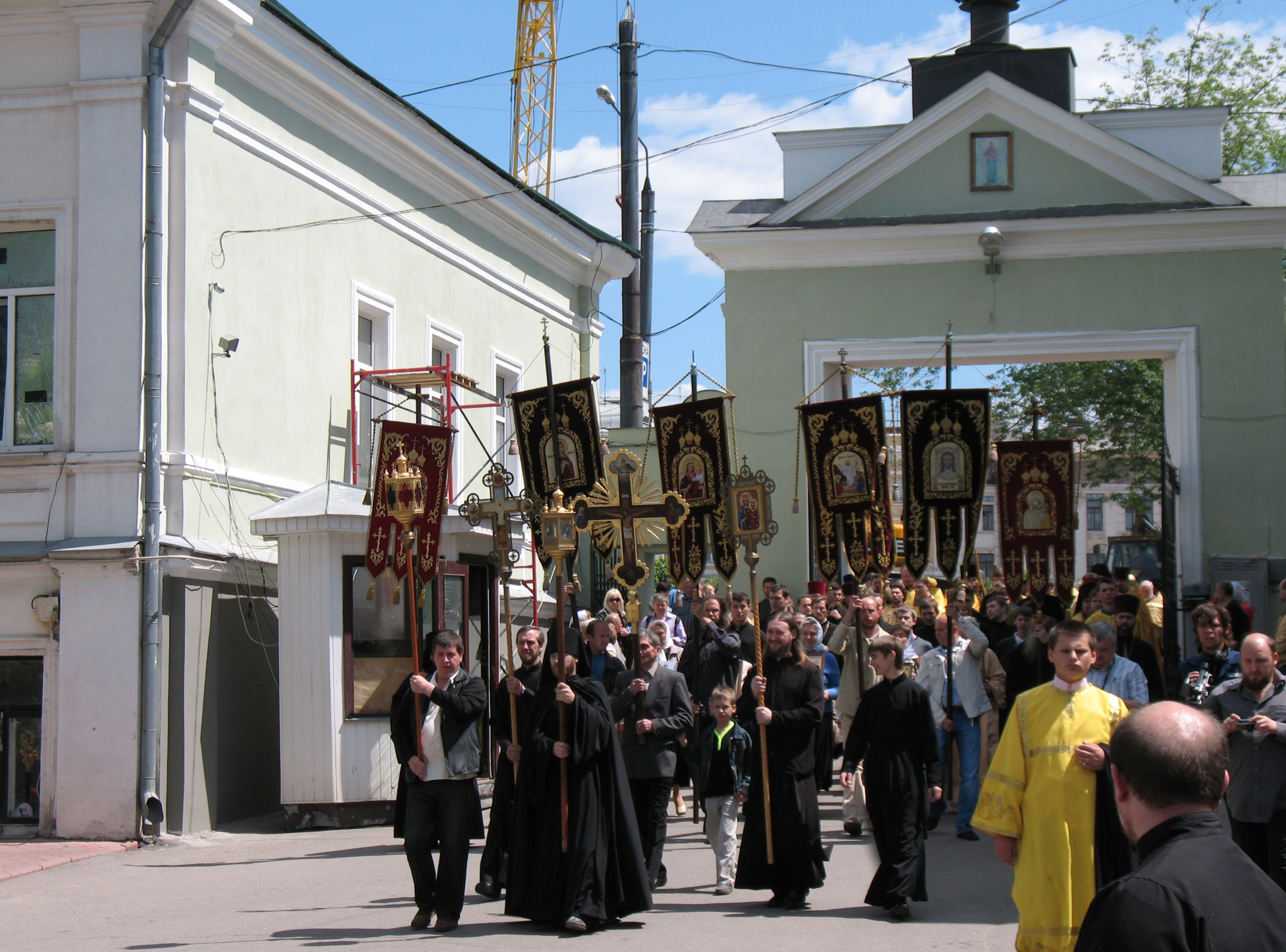
Крестный ход в честь Харьковского архиерейского собора. На хоругви Озерянская икона. Покровский монастырь

В 1863 году почётный гражданин Харькова купец Никита Павлов подал просьбу в Священный синод о разрешении переносить чудотворную икону Озерянской Богоматери в Озерянку. Установление крестных ходов с Озерянской иконой вызывало необходимость строительства на Холодной Горе часовни, которая превратилась впоследствии в приходскую церковь.
История сохранила много свидетельств о чудесных исцелениях от иконы. Широко известен случай из биографии Григория Квитки-Основьяненко. В детском возрасте он ослеп. Врачи не смогли помочь мальчику, и тогда мать с сыном отправились в Куряжский Преображенский монастырь, где в то время находилась Озерянская икона. Она долго молилась перед чудотворным образом, а затем умыла лицо сына святой водой из Онуфриевского источника. Григорий стал прозревать. Помня это чудо, Квитка-Основьяненко в молодости намеревался постричься в монахи, был послушником Преображенского монастыря.
Когда в июле — августе 1871 года в Харькове свирепствовала холера, чудотворную икону носили по домам харьковчан, магазинам, улицам, площадям и везде служили молебны. Холера отступила, а горожане ещё больше уверовали в благодатную помощь Озерянского образа Богоматери.
В сентябре 2010 года воссозданная Озерянская икона была обнесена крестным ходом вокруг Харькова как защитница города.

## Храмы в честь иконы

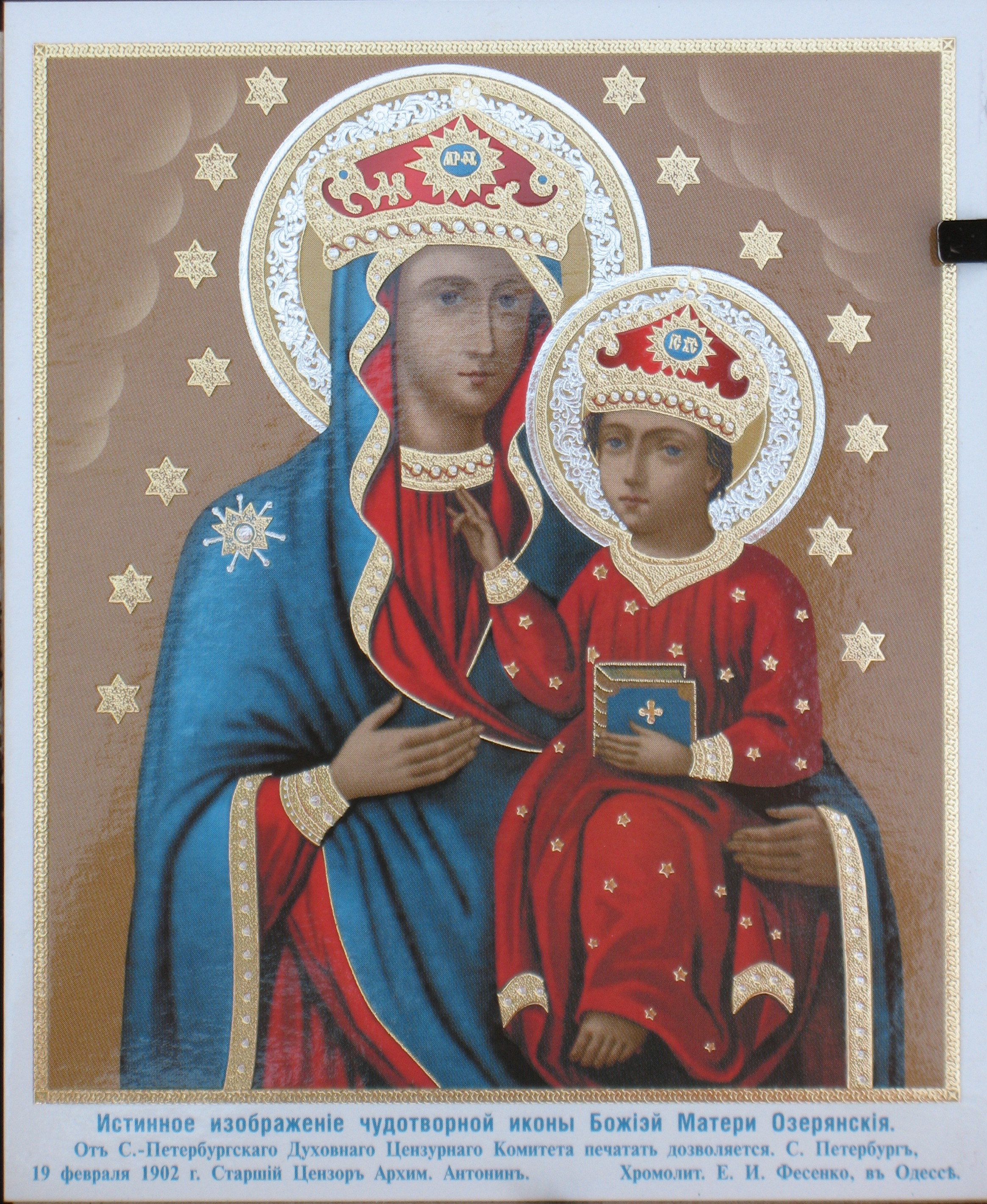
Озерянская икона. 1902

На пожертвования жителей Харькова в конце XIX века на территории Покровского монастыря была построена Озерянская церковь. Её строительство обошлось в 198 тыс. рублей. В Озерянской церкви, освящённой 21 ноября 1896 года, и находилась чудотворная икона.
Ещё одна Озерянская церковь была построена на Холодной Горе. Строительство этого храма началось в 1892 году на земле, пожертвованной крестьянами Харьковской волости. Раньше здесь находился их общий амбар. Строительство обошлось в 150 тыс. рублей. Средства собирал священник В. Пономарёв среди московского купечества, но большую сумму пожертвовали и харьковчане. В 1901 году трёхпрестольная (главный престол в честь Озерянской иконы Богоматери, другие два в честь святого князя Владимира и святого Амвросия Медиоланского) была освящена. Во время крестных ходов (церковь построена между Куряжем, где находился Старохарьковский монастырь, и Университетской горкой, где находится харьковский Покровский монастырь) отсюда, с вершины Холодной Горы, харьковские архиереи благословляли чудотворной иконой Харьков.
Озерянская церковь построена и в селе Нижние Озеряны, где была явлена икона. Приходского священника в ней нет, службы проводятся по субботам (литургия).

Храмы во имя Озерянской иконы
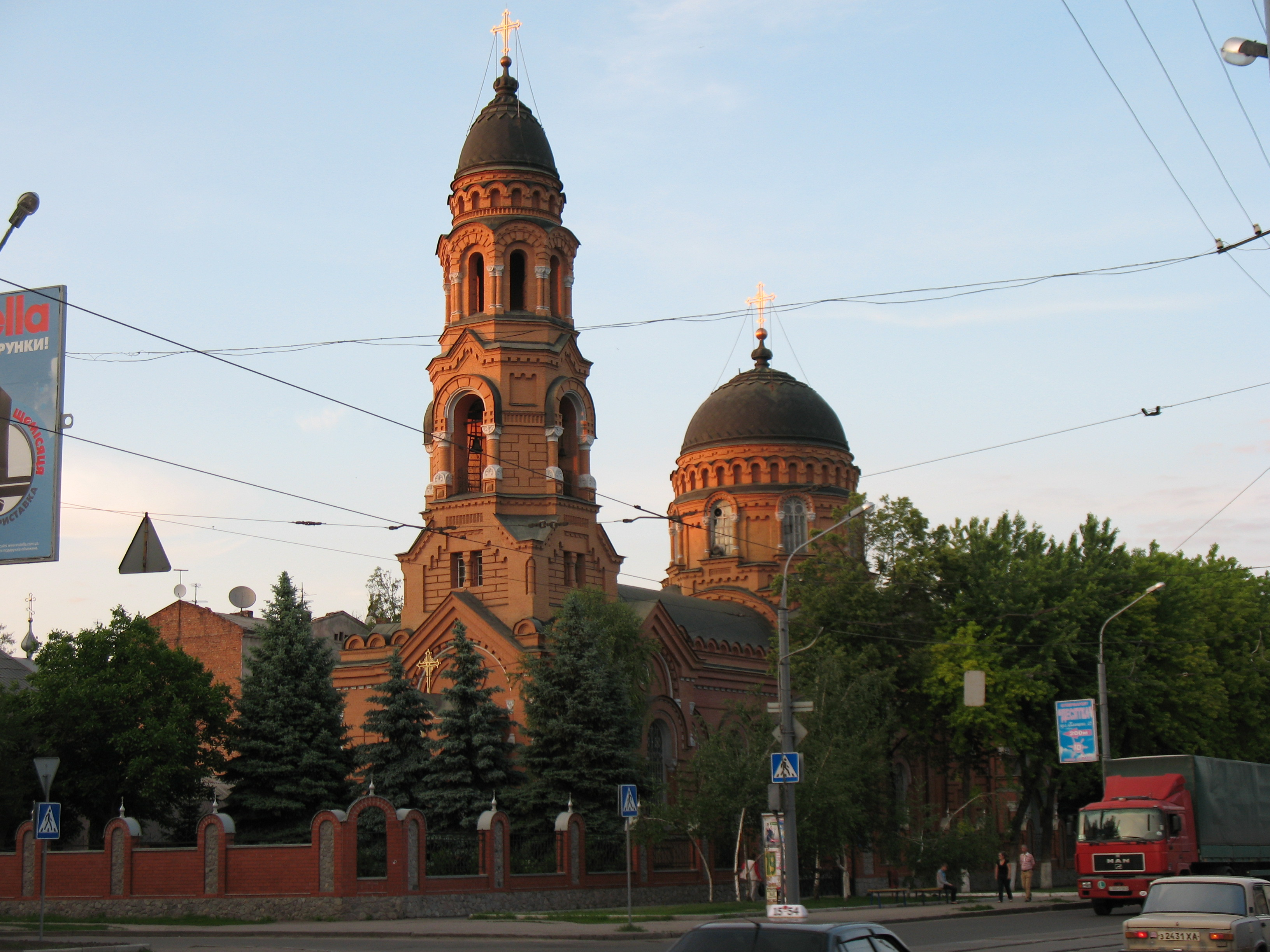
Храм на Холодной горе
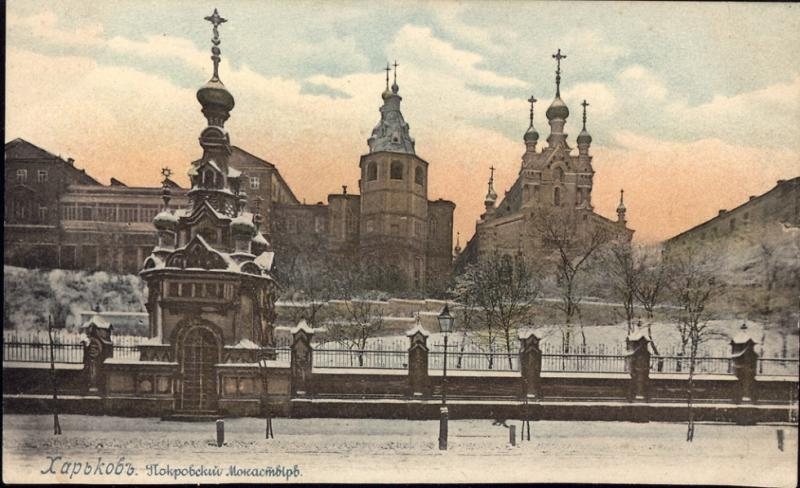
Покровский монастырь в XIX веке. Храм справа
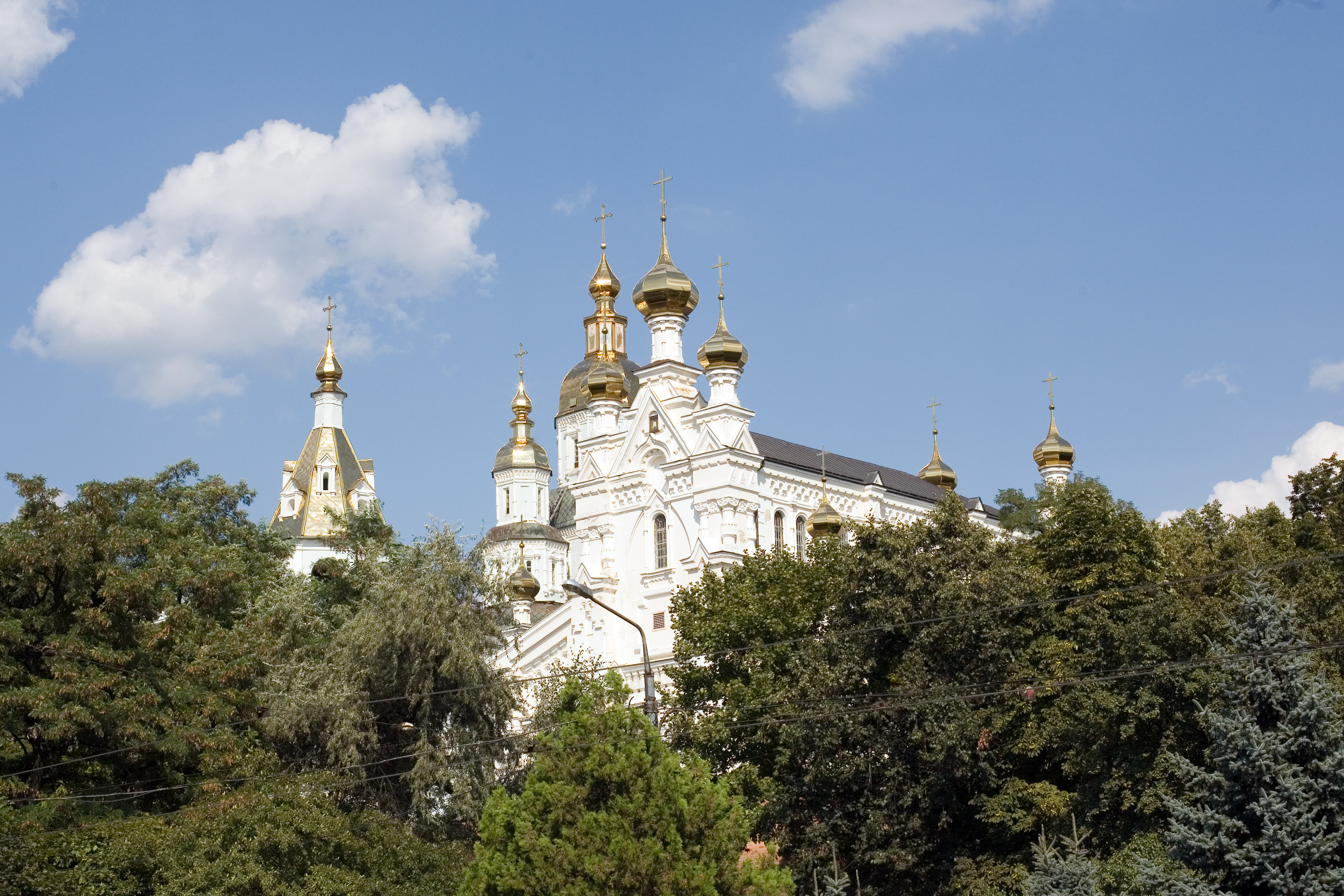
Храм в Покровском монастыре в наше время

## Судьба иконы в советское время

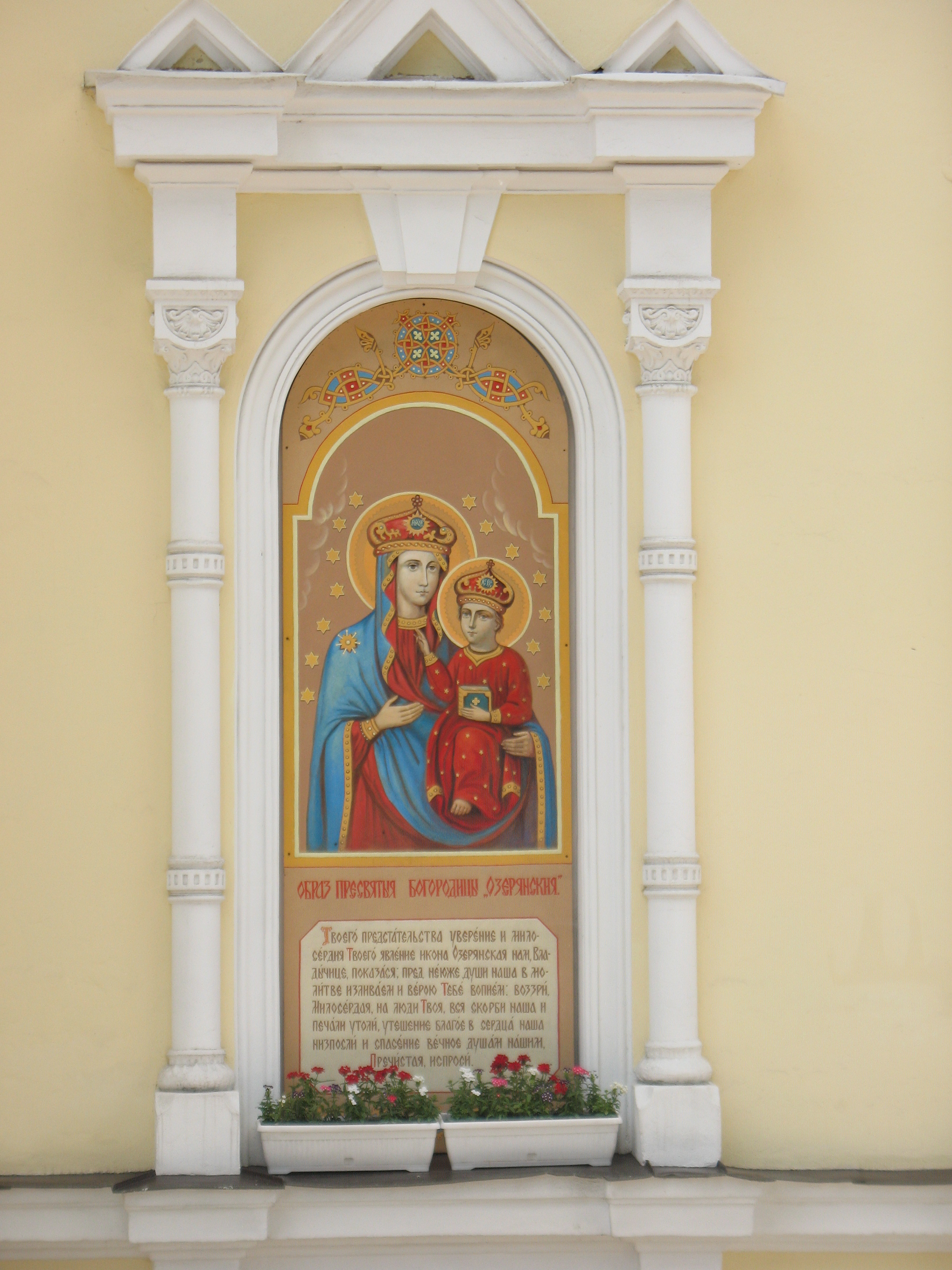
Копия иконы на стене Озерянского храма в Покровском монастыре Харькова

О судьбе Озерянской иконы в советское время почти ничего не известно. Отдельные упоминания встречаются до 1926 года. Последний крестный ход с иконой состоялся с 31 августа по 18 сентября 1926 года по маршруту Польна — Белый Колодезь — Волчанск — Графское и обратно.
Сохранились два старых списка с Озерянской иконы Богоматери: один в Свято-Благовещенском кафедральном соборе Харькова, другой в Свято-Озерянском приходском храме на Холодной Горе.

## В кинематографе: первый российский фильм
Самая первая на территории Российской империи киносъёмка, произведённая её гражданином (перед этим была только съёмка французом Камиллом Серфом коронации Николая II в мае), — съёмка харьковчанина фотографа и пионера кинематографии Альфреда Федецкого «Торжественное перенесение чудотворной Озерянской иконы из Куряжского монастыря в Харьков» (в Покровский монастырь) 30 сентября 1896 года.

## В культуре
Осенью 2010 года утверждён гимн Харьковской области (музыку написал Владимир Дашкевич, слова — …), в котором упоминается Озерянская икона Божией матери как покровительница области.
Малый и большой крёстные ходы с Озерянской иконой упомянуты в фантастическом романе Генри Лайона Олди «Маг в Законе».